# Таганрозька нарада більшовиків
Таганрозька нарада більшовиків — нарада 71 представника більш. організацій в Україні, що відбулася 19—20.4.1918 у Таганрозі по питанню майбутньої організації комуністів в Україні. На нараді зіткнулися дві протилежні концепції: одна — створити Укр. Ком. Партію і друга — Рос. Ком. Партію (більшовиків) в Україні; першу підтримувала полтавська група, другу — катеринославська Е. Квірінґа. Ухвалено компромісову пропозицію М. Скрипника: створити Ком. Партію (більшовиків) України як організацію, незалежну від РКП(б).